# Московська область

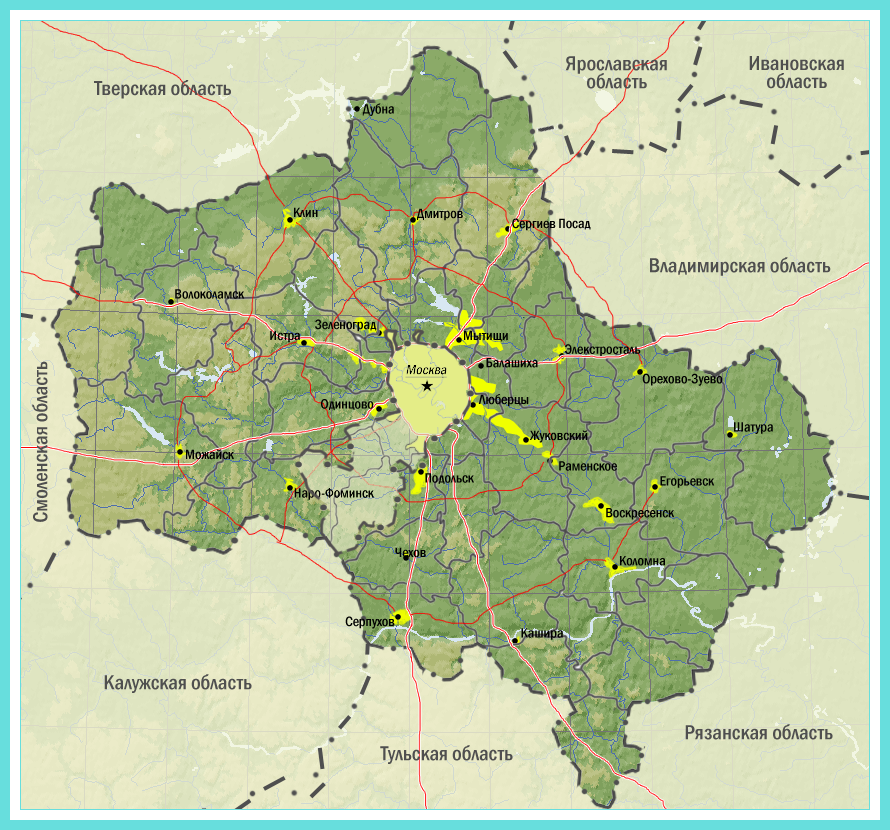
Мапа Московської області

Моско́вська о́бласть (рос. Моско́вская о́бласть) — суб'єкт Російської Федерації, найгустонаселеніша область Росії.
- Площа — 46 тис. км²
- Населення — 6628,1 тис. осіб (2006)
- Рельєф рівнинний, з півночі й заходу — Смоленсько-Московська височина, на сході — Мещерська низовина. Розташована в центрі Східноєвропейської рівнини, у межиріччі Оки й Волги, між 54° і 57° північної широти й між 35° і 40° східної довготи
- Межує на заході й на півночі із Тверською областю, на півночі — з Ярославською, на північному сході й на сході — із Владимирською, на південному сході — з Рязанською, на півдні — з Тульською, на південно-заході — з Калузькою, на заході — зі Смоленською областями.

Місто Москва є окремим суб'єктом Російської Федерації та адміністративно до складу області не входить.

## Назва області
Свою назву область здобула через місто Москву, яка, однак, є окремим суб'єктом Російської Федерації й до складу області не входить. Органи державної влади Московської області, відповідно до історичних традицій, розміщаються як на території міста Москви, так і Московської області. У 2007 році зданий в експлуатацію Будинок Уряду Московської області на околицях Красногорська, і органи виконавчої влади переміщені туди.
Історично області передувала Московська губернія, заснована Петром І в 1708 р. Область було утворено 14 січня 1929 року як Центрально-Промислову область, у ході укрупнення одиниць адміністративного-територіального розподілу РРФСР, а 3 червня 1929 року вона була перейменована в Московську область.

## Природа

### Рельєф
Рельєф Московської області переважно рівнинний; західну частину займають горбкуваті височини (висоти більше 160 м), східну — великі низовини.
З південного заходу на північний схід область перетинає границя Московського заледеніння; на північ від неї поширені льодово-ерозійні форми з моренними грядами, а на південь — лише ерозійні форми рельєфу.
Майже весь захід і північ Московської області займає Московська височина з добре вираженими річковими долинами, найбільша середня висота (близько 300 м, у районі Дмитрова) у межах Клинсько-Дмитровскої гряди, а найвища точка (310 м) у селі Шапкино Можайського району. Північний схил Московської височини крутіший в порівнянні з південним. У межах височини часті озера льодовикового походження (Нерське, Кругле й ін). На північ від названої височини розташована плоска й сильно заболочена Верхньоволзька низовина, висота якої — не більше 150 м; на ній знаходяться Шошинська й Дубнинська низовини (висоти менше 12 м).
На півдні області простягається горбкувата Москворіцько-Окська рівнина, що має найбільшу висоту (255 м) у районі Теплого Стану (перебуває в межах Москви), із чітко вираженими (особливо в південній частині) річковими долинами; у її межах зрідка зустрічаються карстові форми рельєфу. Останні особливо поширені в районі Серпухова.
На крайньому півдні області, за Окою, — досить високі (більше 200 м, максимальна висота 238 м) північні відроги Середньоросійської височини із численними ярами й балками.
Майже всю східну половину Московської області займає велика Мещерська низовина, на сході значно заболочена; найвищий її пагорб має висоту 172 м над рівнем моря; переважають висоти 120—150 м; річкові долини виражені слабко. Майже всі великі озера Мещерскої низовини (Чорне, Святе й ін.) мають льодовикове походження. Відразу й найнижча в регіоні природна висота — рівень води Оки — близько 97 метрів.

### Геологічна будова й корисні копалини
На території Московської області майже відсутні відкладання третинного періоду, значно ширше поширені відкладання кам'яновугільного і юрського періодів.
У крейдовий період на території частини сучасної Московської області існувавало море, про що свідчать виходи фосфоритів і різноманітних пісків. Крейдові відкладення поширені на півночі Московської області. Море юрського періоду було обширніше моря крейдового періоду; характерні юрські відкладання (у вигляді чорних глин) розташовані й на території Москви, та в її найближчих околицях, особливо — у долині річки Москви. Відкладання кам'яновугільного періоду у Московській області представлені доломітами, вапняками й мергелями. Виходи кам'яновугільних відкладів, багатих органічними залишками, мають місце на півдні (особливо в Серпуховському районі) і на заході області. Виявлені на території Московської області й девонські відкладення.
Московська область багата різноманітними корисними копалинами.
Піски, що перебувають у відкладаннях різних періодів (головним чином — четвертинного й крейдового), мають високу якість і широко використовуються в будівництві; кварцові піски застосовуються в скляній промисловості, видобуток їх ведеться з кінця XVII століття в районі Люберець. Піщано-гравійні родовища часті в межах Смоленсько-Московської височини.
Численні в межах Московської області й родовища глин; вогнетривкі білі глини зустрічаються на сході області (у відкладеннях кам'яновугільної і юрської систем) і добуваються з XIV століття в районі Гжели. Досить широко поширені покривні суглинки і використовуються в цегельнім виробництві.
Здавна славиться московський край своїми вапняками («білим каменем»), м'якими в обробці. Знамените М'ячковське родовище бутового вапняку, сировина якого йшла на облицювання стін таких московських будинків, як Пашков будинок, Великий театр тощо; нині видобуток вапняку у М'ячкові зупинений. Відомі родовища мармуроподібного вапняку, як, наприклад, у районі Коломни.
На території області виявлені поклади й інших карбонатних порід — доломітів (використовуються в цементній промисловості), вапнякових туфів, крейди, мергелів тощо, що розташовуються, головним чином, на півдні й сході області (наприклад, у районі селища Піски Коломенського району).
Московська область має родовища фосфоритів; тут розташовані найважливіші в Підмосков'я Єгор'євське й Сєверське родовища. Фосфорити Московської області відрізняються високим вмістом фосфорної кислоти.
Район Мещерської низовини багатий торф'яними родовищами. Розвідані родовища калійної солі (у Серпуховському, Єгор'євському районах). У Московській області численні також мінеральні джерела, особливо — залізисті (під Звенигородом, Серпуховом, Клином).
Крім відкритих джерел, виявлена безліч багатих мінеральною водою шарів на глибинах 300—500 метрів. На глибині 1—1,5 км виявлене поховане солоне море значної площі, що приблизно займає територію не тільки Московської, але й декількох сусідніх областей. Солоні води з концентрацією солей до 300 г/л застосовуються в місцевій харчовій промисловості, бальнеологічних центрах, а також на водноспортивній базі.

### Клімат
Клімат Московської області помірно континентальний, сезонність чітко виражена; літо тепле, зима помірно холодна; континентальність зростає з північного заходу на південний схід.
Період із середньодобовою температурою нижче 0 °C триває 120—135 днів, починаючись з середини листопада й закінчуючись наприкінці березня. Середньорічна температура на території області коливається від 2,7 до 3,8 °C. Найхолодніший місяць — січень (середня температура на заході області −10 °C, на сході −11 °C). Із приходом арктичного повітря наступають сильні морози (нижче −20 °C), які тривають до 40 днів протягом зими (але звичайно морозні періоди набагато менш тривалі); в окремі роки морози досягали −45 °C (абсолютний мінімум температур був відзначений у Наро-Фомінську — −54 °C). Узимку (особливо в грудні й лютому) часті відлиги, що викликаються атлантичними й (рідше) середземноморськими циклонами; вони, як правило, нетривалі, середня тривалість їх 4 дні, загальне число з листопада по березень — до п'ятдесяти.
Сніжний покрив звичайно з'являється в листопаді (хоча бували роки, коли він з'являвся наприкінці вересня й у грудні), зникає в середині квітня (іноді й раніше, наприкінці березня). Постійний сніжний покрив встановлюється звичайно наприкінці листопада; висота снігово покриву — 25—45 см. Ґрунти промерзають на 65—75 см.
Найтепліший місяць — липень (середня температура +17 °C на заході й +18,5 °C на південному сході). Максимальна літня температура (+39 °C) відзначена в Зарайському. Середньорічна кількість опадів 450—650 мм, найбільш зволожені північно-західні райони, найменш — південно-східні. У літні місяці в середньому випадає 75 мм опадів, однак раз у 25—30 років у Московській області трапляються сильні посухи, коли випадає менше 5 мм опадів.

### Гідрографія

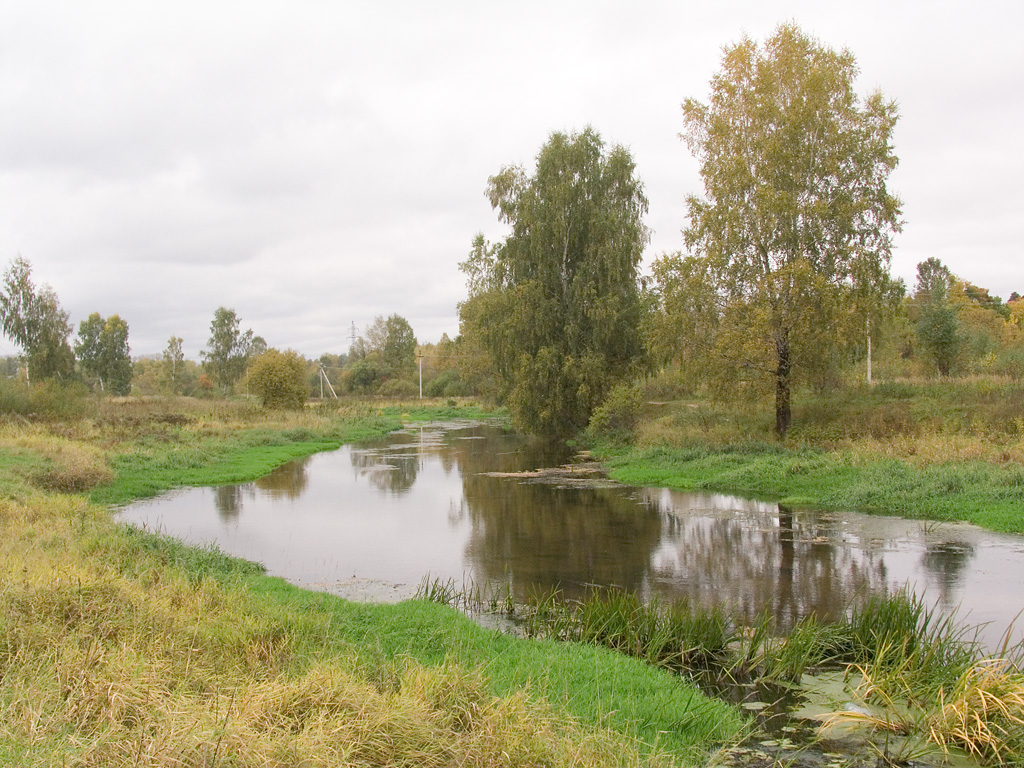
Річка Уча

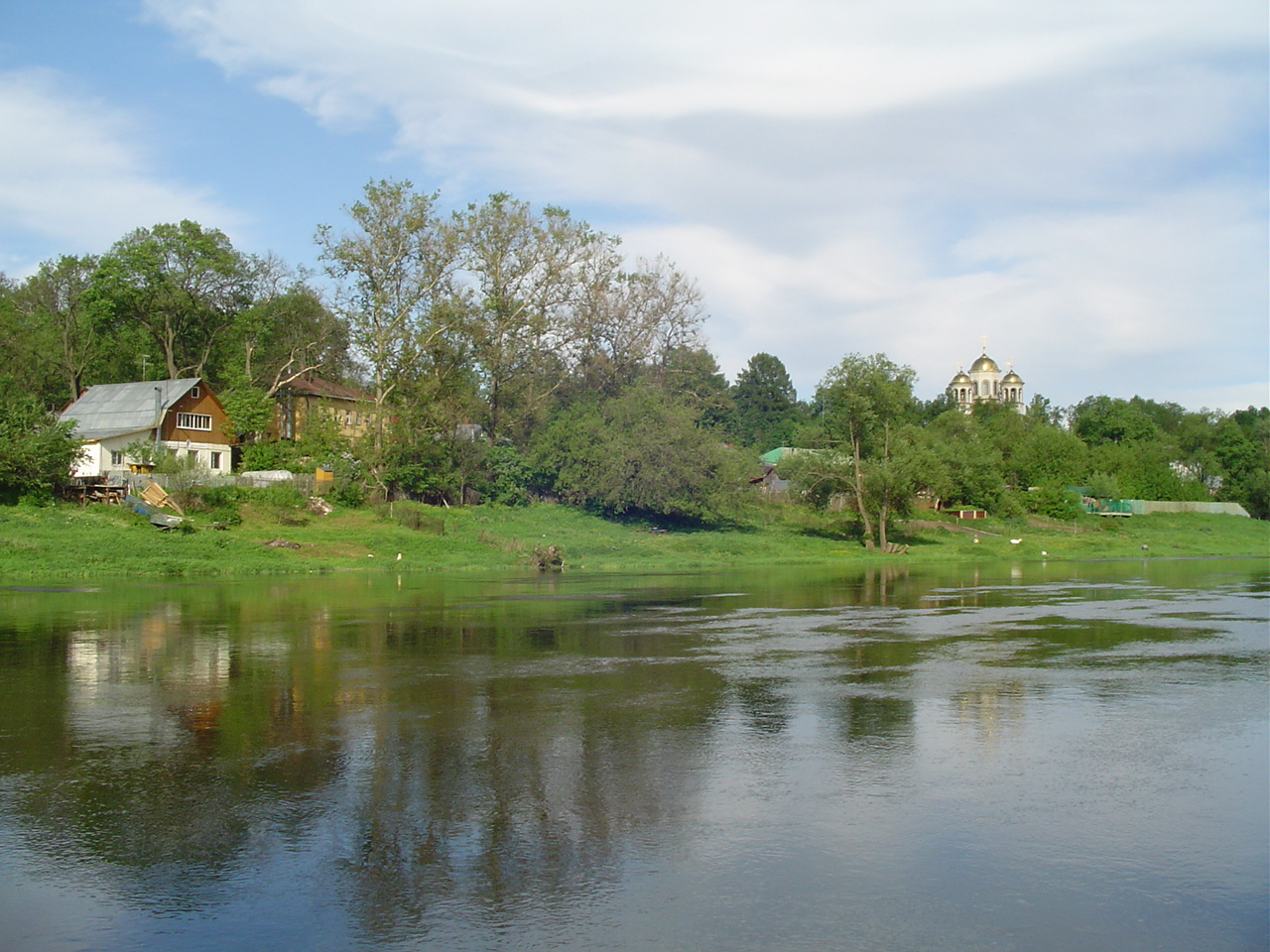
Річка Москва

Усі річки Московської області відносяться до басейну Волги (сама Волга протікає територією області на невеликій ділянці, якою проходить межа із Тверською областю).
Північна частина області, включаючи всю Верхньоволзьку низовину, зрошується притоками Волги (Шошею, Ламою, Дубною, Сестрою, Яхромою), південна ж — притоками Оки (Лопаснею, Нарою, Протвою і ін.), що є найбільшої після Волги річкою Московської області. До басейну Оки належать і притоки річки Москви, що протікає в межах Московської області на більшій частині своєї протяжності. Східні й північно-східні райони області, включаючи значну частину Мещери, зрошуються притоками Клязьми, що є одним з головних приток Оки, бере в межах Московської області свій початок.
Усього в Московській області понад 300 річок, що мають довжину більше 10 км. Усі річки мають спокійний плин, добре розроблені долини, заплави; переважає снігове живлення, повені припадають на квітень—травень. Улітку рівень води в річках Московської області низький і підвищується лише у випадках затяжних дощів. Річки області покриті льодом з кінця листопада до середини квітня. З річки судноплавні тільки Волга, Ока й Москва.
Північну частину Московської області перетинає канал імені Москви, що проходить через Ікшинське, Клязьминське, П'яловське й Пестовське водосховища. У басейні річки Москви також утворені Озьорнинське, Можайське, Істринське й Рузське водосховища, що забезпечують Москву й Московську область питною водою.
У Московській області чимало озер (близько 350), майже всі вони неглибокі (5—10 м), багато мають льодовикове походження. Найбільші — Сенеж (15,4 км²) і Святе (12,6 км²). Найглибше — 32 метри — озеро Глибоке в Рузському районі.
У Московській області нерідкі болота, особливо в межах Мещерської і Верхньоволзької низовин.

### Ґрунти
На території Московської області переважають малородючі дерено-підзолисті ґрунти й такі, що потребують удобрення (на височинах — суглинні, середнього й сильного ступеня опідзоленості), у межах низовин — дерено-підзолисті болотні супіщані й піщані. Чорноземні ґрунти (сильно опідзолені й вилужені) поширені мало й мають місце лише на південь від Оки. Сірі лісові ґрунти поширені на південь від Оки й у межиріччі Москви й Клязьми (в основному Раменський і Воскресенський райони). Болотяні ґрунти часто зустрічаються в Мещерської і Верхньоволзької низовинах. По долинах великих річок — алювіальні ґрунти. Ґрунти Московської області сильно забруднені мінеральними добривами й отрутохімікатами, а також побутовими й виробничими відходами, сміттям. Особливо великий ступінь забруднення ґрунтів у приміській зоні Москви, а також на сході (в Орєхово-Зуєвскому і Ногінському районах) і південному сході області (у Воскресенському районі).

### Рослинність
Московська область перебуває в межах лісової і лісостепової зон. Ліси займають понад 40 % території регіону. На півночі Московської області (на території Верхньоволзької низовини), а також у її західній частині (на території Можайського, Лотошинського й Шаховського районів) найпоширеніші середньотайгові хвойні ліси, переважно ялинники. Ліси Мещери складаються переважно з тайгових соснових масивів; у заболочених низовинах зустрічаються окремі вільхові ліси. Центральна й почасти східна частини області належать до південно-тайгових хвойно-широколистяних лісів. Тут основні деревні породи — ялина, сосна, береза, осика. На узліссі панує ліщина (лісовий горіх). Для цієї зони характерні трави як хвойних, так і широколистяних лісів. Південніше розташовується підзона широколистяних лісів, основні деревні породи якої — дуб, липа, гостролистий клен. Москворіцько-Окська височина є перехідною зоною, для неї характерні й великі масиви ялинки, як, наприклад, у верхів'ях річки Лопасні. У долині Оки — соснові бори степового типу. Крайній південь області (Срібнопрудський міський округ) перебуває в лісостеповій зоні; усі ділянки степу розорані, вони майже не збереглися навіть фрагментарно. У межах лісостепової зони зрідка зустрічаються липові й дубові гаї.

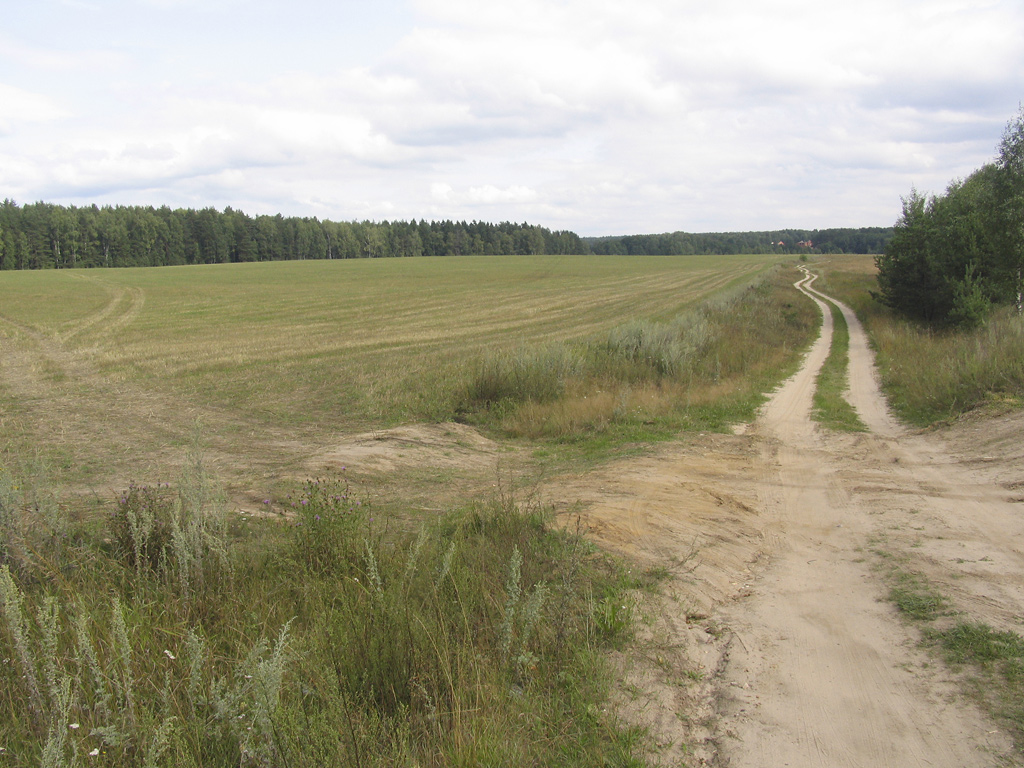
Підмосковний пейзаж

З XVIII століття ліси нинішньої Московської області зазнали інтенсивної вирубки, що привело до зміни співвідношення деревних порід: хвойні (в основному ялинові) ліси в багатьох місцях змінилися дрібнолистими (березовими й осиковими). У наш час вирубки майже не ведуться, тому що майже всі ліси мають водоохоронне значення; ведеться лісовідновна робота, особливо в найближчих околицях Москви.
Болота найбільше поширені в Шатурському і Луховицькому (на сході) районах. Природних заплавних лугів майже не залишилося. Кількість аборигенних видів рослин у Московської області скорочується, але усе ширше поширюються представники іншої флори (наприклад, клен американський); на більших територіях розселилися й культурні види — борщівник Сосновського, водозбір звичайний і ін.
Деякі види рослин занесені в Червону книгу Росії.

### Тваринний світ
Із ссавців у Московській області збереглися нориця руда, мишак уральський, вивірка звичайна, заєць білий, лисиця звичайна, вовк (невелика популяція), лось звичайний, кабан дикий, сарна європейська, олень шляхетний.
Багата орнітофауна області — у більших кількостях зустрічаються дятли, дрозди, рябчики, снігурі, солов'ї, деркачі, білі лелеки, сірі чаплі, мартини, норці, качки (особливо крижні); водяться також огарі. Численні горобці, сороки, ворони сірі й інші типові представники орнітофауни середньої смуги Росії. Понад сорока видів відносяться до мисливсько-промислових і виловлюються щорічно.
Водойми області багаті рибою (звичайні йорж, карась, короп, лящ, окунь, плотва, ротань-головешка, судак, щука). Численні комахи (лише бджолиних більше 300 видів). Деякі види занесені в Міжнародну Червону книгу.

### Охорона природи
На території Московської області розташовуються Приоксько-Терасовий біосферний заповідник (займаються опікою зубра і одну з найпівнічніших популяцій степових рослин), національний парк «Лосиний острів» (частково), заповідно-мисливське господарство Завидово, кілька заказників федерального значення.

## Історія

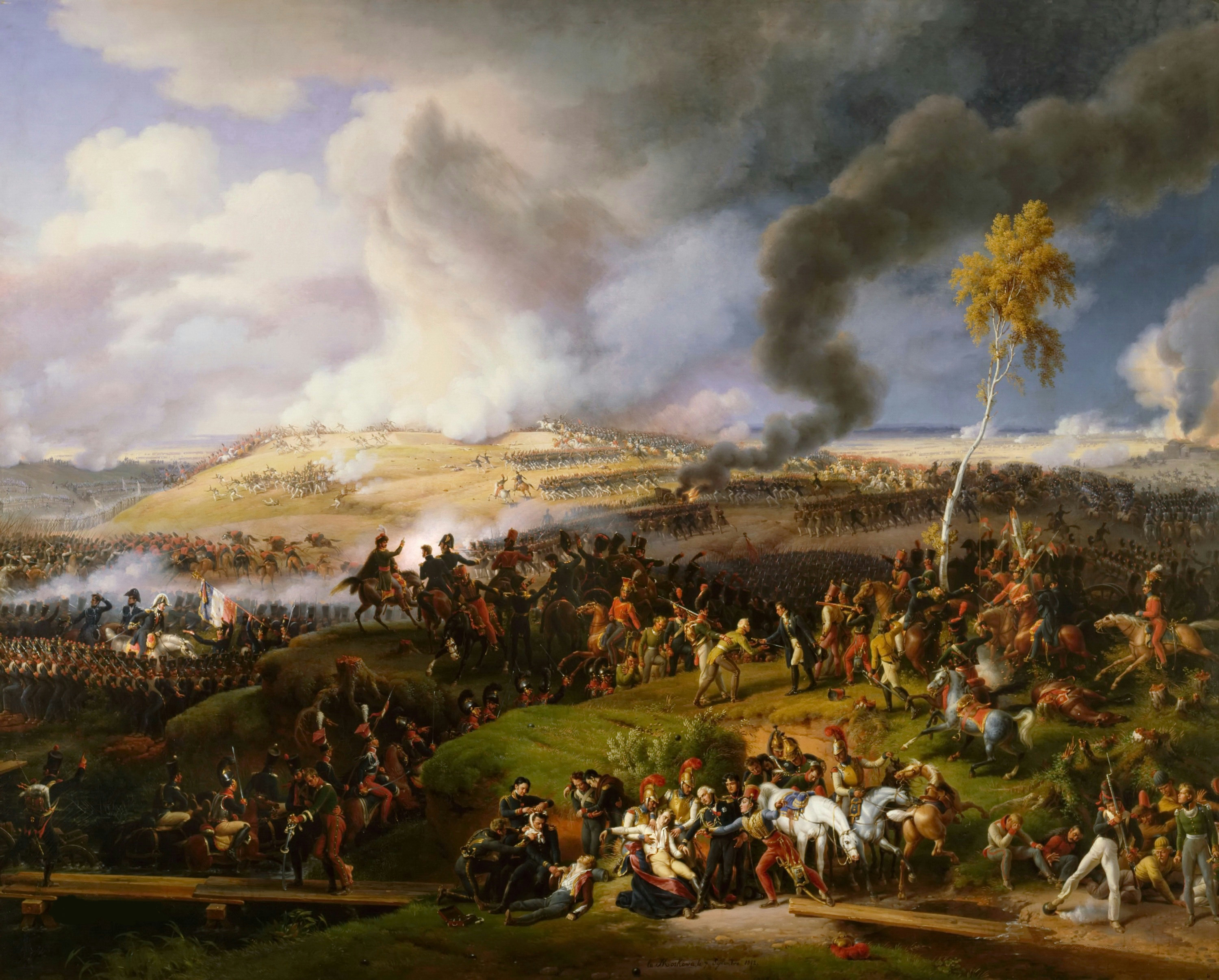
Бородінська битва

Територія сучасної Московської області була населена вже більше 20 тисяч років тому. У межах області відомі численні кургани, городища залізної доби. Широко поширені кургани X—XII століть. До IX—X століть територію басейну річки Москви й прилеглі землі населяли в основному фіно-угорські та балтійські племена. Меря населяла північ сучасної області, мещера була присутня на південному сході, голядь жила на південному заході.
Слов'янами ця територія почала активно освоюватися лише в X столітті. У середині XII століття землі нинішньої Московської області увійшли до складу Владимиро-Суздальського князівства. До цього ж часу відноситься активне заснування міст (Волоколамськ, 1135; Москва, 1147; Звенигород, 1152; Дмитров, 1154). У першій половині XIII століття вся Владимиро-Суздальська земля, у тому числі й підмосковні землі, була завойована монголами. В XIII столітті землі навколо Москви стали частиною Московського князівства, яке згодом стало центром об'єднання російських земель і оплотом боротьби з монголо-татарським ярмом. Велика була оборонна роль підмосковних монастирів — Йосифо-Волоцького під Волоколамськом, Саввино-Сторожевського у Звенигороді, Троїцько-Сергієвого монастиря.
Території нинішніх південних районів Московської області входили до складу Рязанського князівства, остаточно приєднаного до Москви лише в 1520 р. Захід області деякий час входив до складу Великого князівства Литовського.

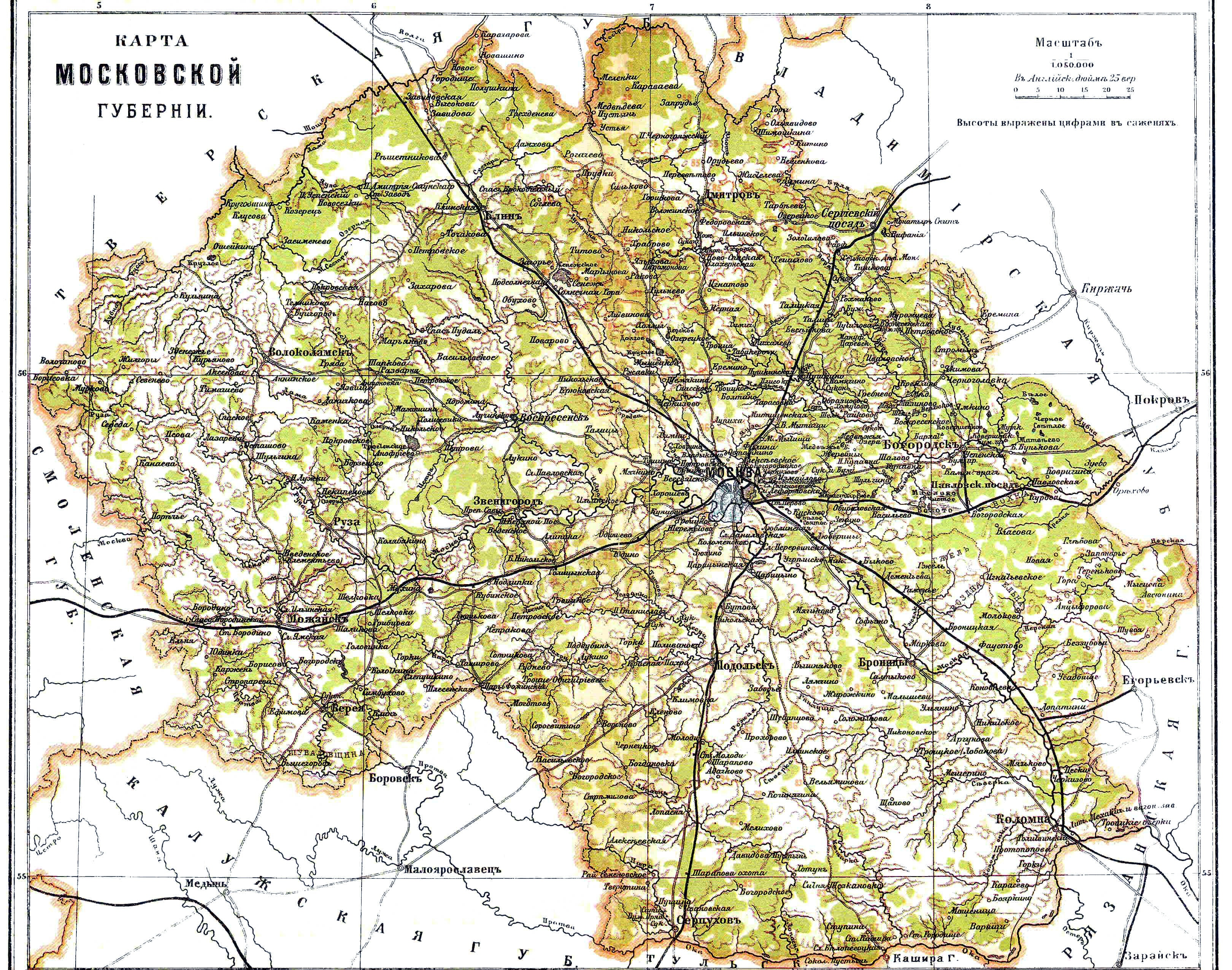
Мапа Московської губернії за енциклопедичним словником Брокгауза і Єфрона

З першої половини XVIII століття велика частина території нинішньої Московської області входила до складу Московської губернії. В XVIII—XIX століттях у Московській губернії розвивалася легка промисловість (особливо текстильна); важливими її центрами стали Богородськ, Павловський Посад, Орєхово-Зуєво. В 1851 на території губернії з'явилася перша залізнична лінія, що з'єднала Москву й Санкт-Петербург; в 1862 був відкритий рух по лінії на Нижній Новгород.
Під час першої російської революції 1905 року на північному заході області діяло селянське самоврядування під назвою Марковська республіка. У листопаді 1917 у губернії була встановлена радянська влада. Як адміністративно-територіальна одиниця в складі РРФСР Московська область з'явилася 14 січня 1929 року. Згідно з Конституцією, прийнятою в 1993, Московська область є суб'єктом Російської Федерації.
В 1380 з Коломни повів свої війська назустріч татаро-монголам князь Дмитро Іванович Донський і потім здобув знамениту перемогу на Куликовому полі; історія Підмосков'я нерозривно зв'язана з багатьма військовими подіями Смутного часу — Троїцькою облогою, першим і другим ополченнями. В 1812 біля Можайська відбувся Бородінський бій, що став найбільшою битвою Вітчизняної війни 1812 року. Нарешті, в 1941–1942 тут відбулася одна з найзначніших воєнних операцій Німецько-радянської війни — битва за Москву, що розвіяла міф про непереможність німецько-нацистської армії.

## Населення
Загальна чисельність населення (без приїжджих) становить 6 628 100 осіб (2006). (Москва адміністративно до складу області не входить). Значну частину населення Московської області (понад 90 %) становлять росіяни. Середня щільність населення — 144,1 осіб/км² (2005) — найбільша серед російських регіонів, що обумовлено високою часткою міського населення — 80,5 %. Найбільшу щільність населення мають місцини в найближчих до Москви районах (Люберецькому, Балашихинському, Хімкинському, Красногорському та ін.), найменшу — в окраїнних районах — Лотошинському, Шаховському, Можайському, де вона становить близько 20 осіб/км²; рідко заселена також східна частина Мещерської низовини (менше 20 осіб/км²).

### Міста

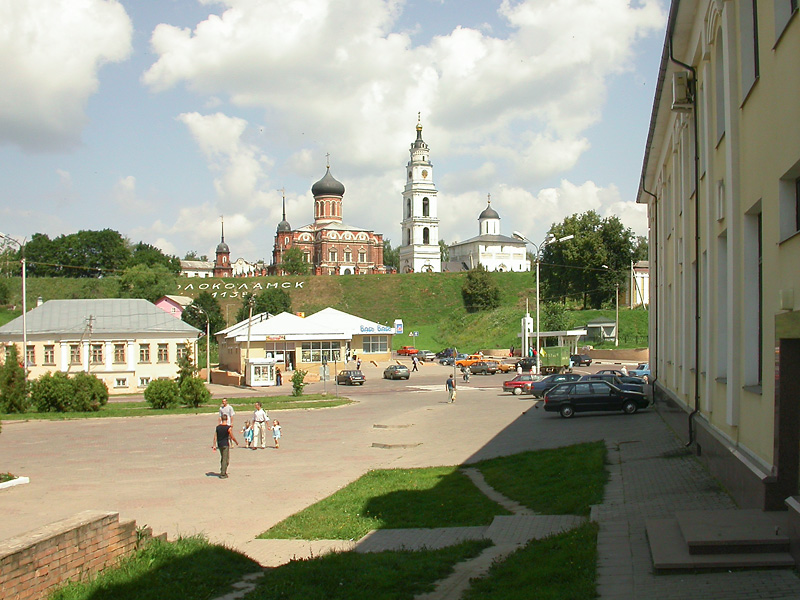
У центрі міста Волоколамська, 2003

У Московській області на 2006 рік налічувалося 80 міст, багато з яких мають населення понад 100 тис. осіб (три найбільші міста за чисельністю населення — Подольськ (більш 230 тис.), Балашиха (181,5 тис.) і Хімки (179,7 тис.). Більша частина міст має населення від 10 до 50 тис. осіб. Найменшим містом області є Верея в Наро-Фоминському районі.
Найстарішим містом області вважається Волоколамськ, що вперше згадується в 1135 році, місто на 12 років старше Москви; ненабагато молодше столиці міста Звенигород (заснований в 1152 році) і Дмитров (датою заснування вважається 1154 рік).
Найінтенсивніше будівництво міст відбувалось у 1938–1940 роках. Останнім статус міста одержало Голіцино (2004); деякі міста виділені зі складу інших міст (Юбілейний, Пересвіт). На території області є 4 ЗАТУ.
Міський благоустрій. Житловий фонд області становить близько 125 млн м²; майже всі міські житла обладнані водопроводом, каналізацією, газом, центральним опаленням і гарячим водопостачанням. Низький рівень телефонізації сільської місцевості (телефоном обладнані лише 15 % сільських жител).
У конкурсі на найупорядніше місто Московської області в 2006 році перемогла Коломна. Друге місце серед міст із населенням більш 100 тис. зайняла Балашиха, третє поділили Митищі й Ногінськ. Серед міст із населенням менш 100 тисяч лідер — місто Видне.

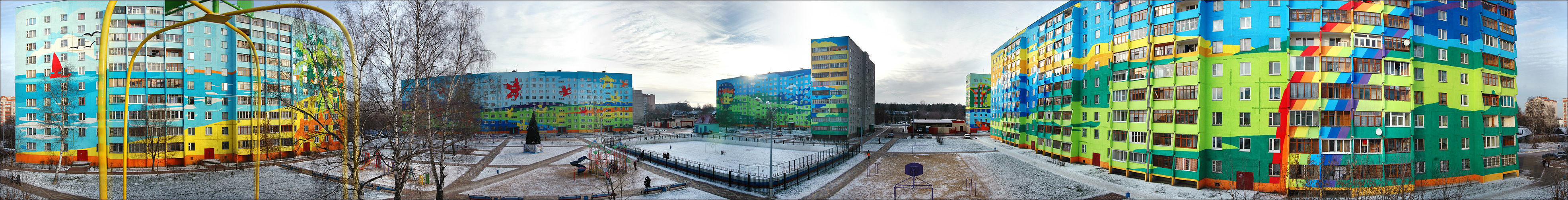
Панорама житлового мікрорайону в м. Раменське

### Селища
На території Московської області існує два типи селищ — дачні селища й селища міського типу; останні численніші. Чисельність населення деяких селищ перевищує 20 тис. осіб.; найбільшим селищем є Нахабіно (населення 29 тис. осіб), потім Томиліно (27,7 тис. осіб)

### Найбільші населені пункти
Нижче подано список населених пунктів, які мають понад 10 тисяч осіб (перепис 2010):
| Населений пункт                   | Населення, осіб (2002) | Населення, осіб (2010) |
| --------------------------------- | ---------------------- | ---------------------- |
| Балашиха, місто                   | 147909                 | 215494                 |
| Люберці, місто                    | 156691                 | 172525                 |
| Електросталь, місто               | 146294                 | 155196                 |
| Щолково, місто                    | 112865                 | 110411                 |
| Ногінськ, місто                   | 117555                 | 100072                 |
| Видне, місто                      | 52198                  | 56752                  |
| Фрязіно, місто                    | 52436                  | 55369                  |
| Томіліно, селище міського типу    | 28545                  | 30605                  |
| Малаховка, селище міського типу   | 18552                  | 24004                  |
| Моніно, селище міського типу      | 20017                  | 22821                  |
| Лосино-Петровський, місто         | 22324                  | 22550                  |
| Стара Купавна, місто              | 21433                  | 21811                  |
| Красково, селище міського типу    | 11930                  | 21250                  |
| Чорноголовка, місто               | 20284                  | 20983                  |
| Електроуглі, місто                | 16717                  | 20136                  |
| Октябрський, селище міського типу | 10135                  | 13165                  |
| Фряново, селище міського типу     | 11180                  | 11243                  |

## Економіка

### Промисловість
За обсягом промислового виробництва Московська область займає серед регіонів Росії друге місце (після Москви). Промисловість регіону використовує переважно привізну сировину; вона ґрунтується на потужній науково-технічній базі й висококваліфікованих трудових ресурсах; тісно пов'язана із промисловістю Москви.
Провідною галуззю є легка промисловість (на неї припадає понад 35 % валового промислового виробництва області), яка почала розвиватися на околицях Москви вже в XVIII столітті. Таким чином, легка промисловість — найстарша промислова галузь у регіоні. Особливо розвинені бавовняне (у містах Єгор'євськ, Ногінськ, Орєхово-Зуєво) і вовняне (у містах Павловський Посад, Пушкіно) виробництва. Виготовляються також трикотажні (в Івантєєвці, Дмитрові) і шовкові (у Наро-Фомінську) вироби.
Розвинені машинобудування й металлобработка. Проводиться устаткування теплової і ядерної енергетики (Подольськ), ядерного палива (Електросталь); космічна й ракетна техніка (Корольов, Хімки, Реутов); магістральні тепловози (Коломна), вагони метро (Митищі), сільськогосподарські машини, екскаватори й крани (Люберці, Дмитров, Балашиха); високоякісна сталь (Електросталь); устаткування легкої промисловості (основні центри — Коломна, Климовськ, Подольськ); автобуси (Лікіно-Дульово, Голіцино й Яхрома); кабелі (Подольськ); оптичні прилади (Красногорськ). На території області розташована велика кількість підприємств оборонного комплексу (Російський центр демонстрації озброєння, військової техніки й технологій у Красноармєйську й ін).
Хімічна промисловість працює в основному на привізній сировині. Виробляються кислоти (Щолково), мінеральні добрива (Воскресенськ), синтетичне волокно (Серпухов і Клин), пластмасові вироби (Орєхово-Зуєво), лаки й фарби (Сергієв Посад), фармацевтичні вироби й ін.
Промисловість будівельних матеріалів, що орієнтується на місцеву сировину, у цей час переживає кризу. Діють заводи у Воскресенську (цементний), Лікіно-Дульові й Вербилках (фаянсово-фарфорні), завод сухих будівельних сумішей у Красногорську й кілька виробництв керамічної цегли. Розвинена деревообробна промисловість (у Бронницях і ін).
Проводиться видобуток фосфоритів, торфу, глин, пісків, щебенів і гравію.
Електроенергію виробляють: Каширська ГРЕС (2100 МВТ), Дзержинська ТЕЦ (1300 МВТ), Шатурська ГРЕС (1100 МВТ); а також Загорська ГАЕС (1200 МВТ) і трохи менш значимих електростанцій.
У більшості міст діють підприємства харчової промисловості, що забезпечують потреби насамперед місцевого населення.
На території Московської області реалізуються іноземні інвестиційні проекти (один з найбільших — спорудження біля селища Дорохово заводу по складанню побутової техніки південнокорейської компанії LG). Планується створення великого технопарку в районі села Сичово Волоколамського району, де розмістять свої офіси деякі великі міжнародні компанії.
Розвинені художні промисли (гжельська кераміка, жостовські підноси, федоскінська лакова мініатюра, іграшковий промисел).

### Сільське господарство
Близько 40 % території Московської області задіяно у сільському господарстві; найменше освоєні сільським господарством північні, східні й західні окраїнні райони. У південній частині області, особливо на південь від Оки, більш 50 % земель використовується в сільському господарстві. Сільське господарство має переважно приміську спеціалізацію. Рослинництво розвинене в південній частині області. Більша частина посівних площ (понад 3/5) зайнята кормовими культурами. Великі посіви зернових (пшениці, ячменю, вівса, жита). Значну роль у рослинництві регіону відіграє картоплярство. Поширене тепличне овочівництво. Вирощуються також квіти, гриби. Тваринництво переважає над рослинництвом; має молочно-м'ясну спрямованість. Крім великої рогатої худоби, повсюдно розводяться свині й птахівництво.

### Транспорт
Транспортна мережа регіону добре розвинена й має радіально-кільцеву структуру.

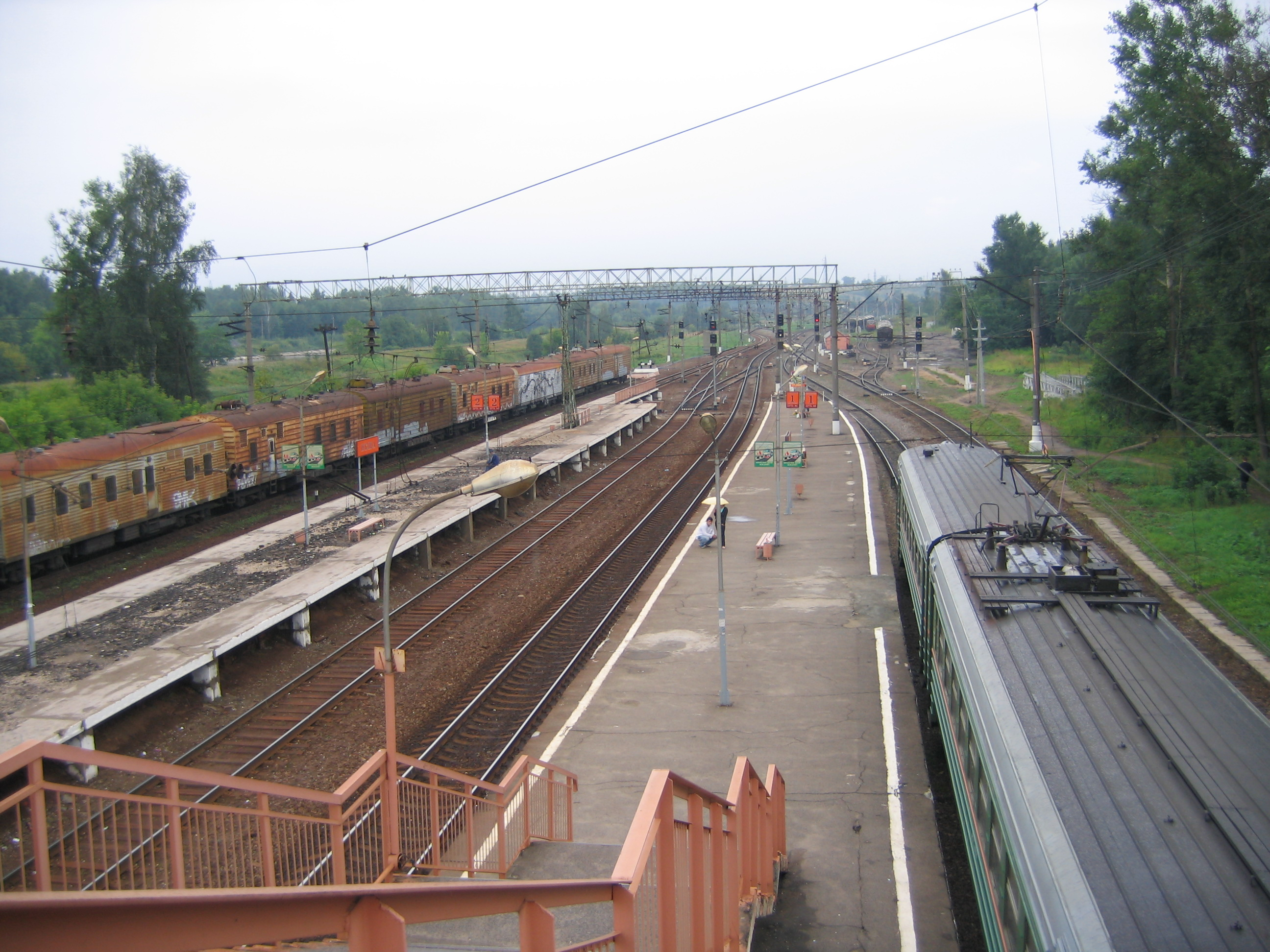
Залізнична станція Ікша

На території області розташовується найбільший у Росії Московський залізничний вузол (від Москви розходяться 11 радіальних напрямків; довжина залізниць загального користування досягає 2700 км; щільність залізниць є найбільшою в Росії). Залізниці здебільшого електрифіковані. Майже повністю на території Московської області розташоване Велике залізничне кільце, що з'єднує всі радіальні напрямки. Найбільші сортувальні станції регіону — Орєхово й Бекасово — перебувають на Великім кільці.
Значна й щільність автомобільних шляхів на території області. Довжина шляхів із твердим покриттям — близько 14 тис. км. 10 радіальних напрямків зв'язані Московським кільцевим автомобільним шляхом, а також двома кільцями (А107 і А108).
Пасажирськими автоперевезеннями в Московській області займаються ГУП МО «Мострансавто», ТОВ «Автотревел».

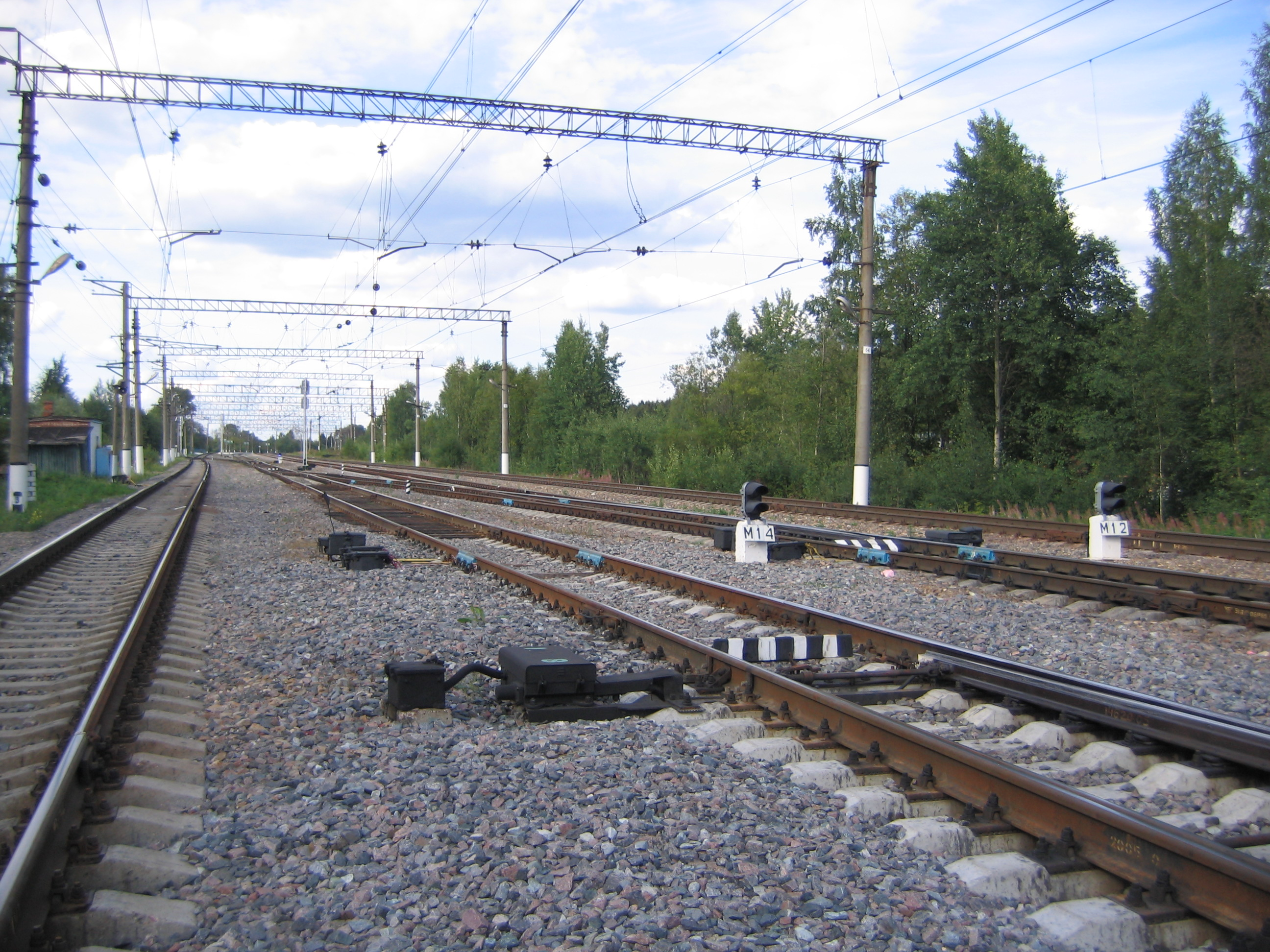
Залізнична станція Маніхіно-2

Регулярне судноплавство — по річках Волзі, Оці й Москві, а також по каналу імені Москви. Найбільші річкові порти — Серпухов і Коломна.
Добре розвинений трубопровідний транспорт; у межах області розташовано два кільцеві розподільні газопроводи й безліч магістральних газопроводів, що з'єднують Москву з найбільшими газодобувними районами країни. Два нафтопроводи (Рязань — Москва і Ярославль — Москва). Кільцевий нафтопродуктопровід з 11 наливними станціями й нафтопродуктопровід Рязанський НПЗ — Москва.
Електроенергодефіцит області покривають ЛЕП магістральних напрямів: Москва — Санкт-Петербург, Москва — Костромська ГРЕС, Москва — Жигульовська ГЕС і Москва — Волзька ГЕС; електроенергетичне кільце й широка мережа внутрішніх ліній.
У Московській області — три великі пасажирські аеропорти, що мають статус міжнародних — Шереметьєво, Домодєдово й Внуково. Аеропорт Биково в цей час не використовується для пасажирських перевезень. Найбільший військовий аеродром — Чкаловський (біля селища Моніно).

#### Основні шляхи
- Мінське шосе (Автомагістраль M1 (Росія) Москва — Мінськ) (Е101)
- Сімферопольське шосе (М2 «Крим») (Е105)
- Київське шосе (М3 «Україна» Москва — Наро-Фомінськ — Обнінськ — на Київ)
- Каширське шосе (М4 «Дон» Москва — Новоросійськ) (Е115)
- Рязанське шосе (М5 «Урал» Москва — Челябінськ) (Е30)
- Нижньогородське шосе (М7 «Волга» Москва — Уфа) (Е22)
- Ярославське шосе (М8 «Холмогори» Москва — Архангельськ) (Е115)
- Новоризьке шосе (М9 «Балтія» Москва — Рига) (Е22)
- Ленінградське шосе (М10 «Росія») Москва — Санкт-Петербург (Е105)
- Можайське шосе (А100 Москва — Бородіно)
- Щолковське шосе (А103 Москва — Щолково — Чорноголовка)
- Дмитровське шосе (А104 Москва — Дубна)
- Мале Московське кільце (А107)
- Велике Московське кільце (А108)
- Єгор'євське шосе (Р105 Москва — Касимов)
- П'ятницьке шосе (Р111 Москва — Солнєчногорськ)
- Рогачовське шосе (Р113 Лобня — Рогачово)
- Носовіхінське шосе (Москва — Лікіно-Дульово)
- Варшавське шосе (Москва — Подольськ — Обнінськ — на Бобруйськ)
- Калузьке шосе (Москва — Троїцьк — Обнінськ — Калуга)
- Боровське шосе (Москва — Внуково)
- Рубльово-Успенське шосе

## Влада
Губернатор Московської області — Воробйов Андрій Юрійович.
Московська обласна Дума (сформовано 12 грудня 1993 року) — 50 людей; термін повноважень депутатів — 5 років.
Вищий виконавчий орган державної влади — Уряд Московської області. Центральні виконавчі органі державної влади — міністерства, яких у Московській області налічується 18.
Повноваження, завдання, функції й компетенція діяльності Уряду Московської області визначаються Статутом Московської області, Законом Московської області «Про Уряд Московської області», а також іншими законами Московської області.

### Комітети Московської обласної Думи
- з питань законності, питань влади й суспільних зв'язків
- з науково-промислового комплексу
- з питань правоохоронної діяльності, безпеки й військовослужбовців
- зі статусу, регламенту й депутатської етики
- з питань науки, освіти, культури й спорту й справ молоді
- з питань охорони здоров'я
- з праці й соціальних питань
- з питань охорони здоров'я, природних ресурсів і екології
- з аграрної політики
- з питань бюджету, фінансової й податкової політики
- з економічної політики
- з проблем народногосподарського комплексу й питань інфраструктури

## Наука
Московська область має розвинений науковий комплекс, що має велике значення для країни. За своїм науковим потенціалом область випереджає багато регіонів Росії, поступаючись лише Москві й Санкт-Петербургy.
Уже в 1930-х—1940-х на території області стали з'являтися наукогради оборонного профілю — Жуковський (авиаційна техніка), Климовськ (розробка стрілецької зброї), Реутов (ракетне машинобудування), Фрязіно (електроніка), Корольов (космічна техніка). Пізніше до них приєдналися центри фундаментальних наук — Троїцьк і Чорноголовка (хімія й фізика), Дубна (ядерна фізика). Найважливішим центром біологічних досліджень є місто Пущино.
У Московській області розташовуються центри керування польотами космічних кораблів (Корольов) і військових супутників (Краснознаменськ), а також ряд випробувальних полігонів.

## Культура й рекреація

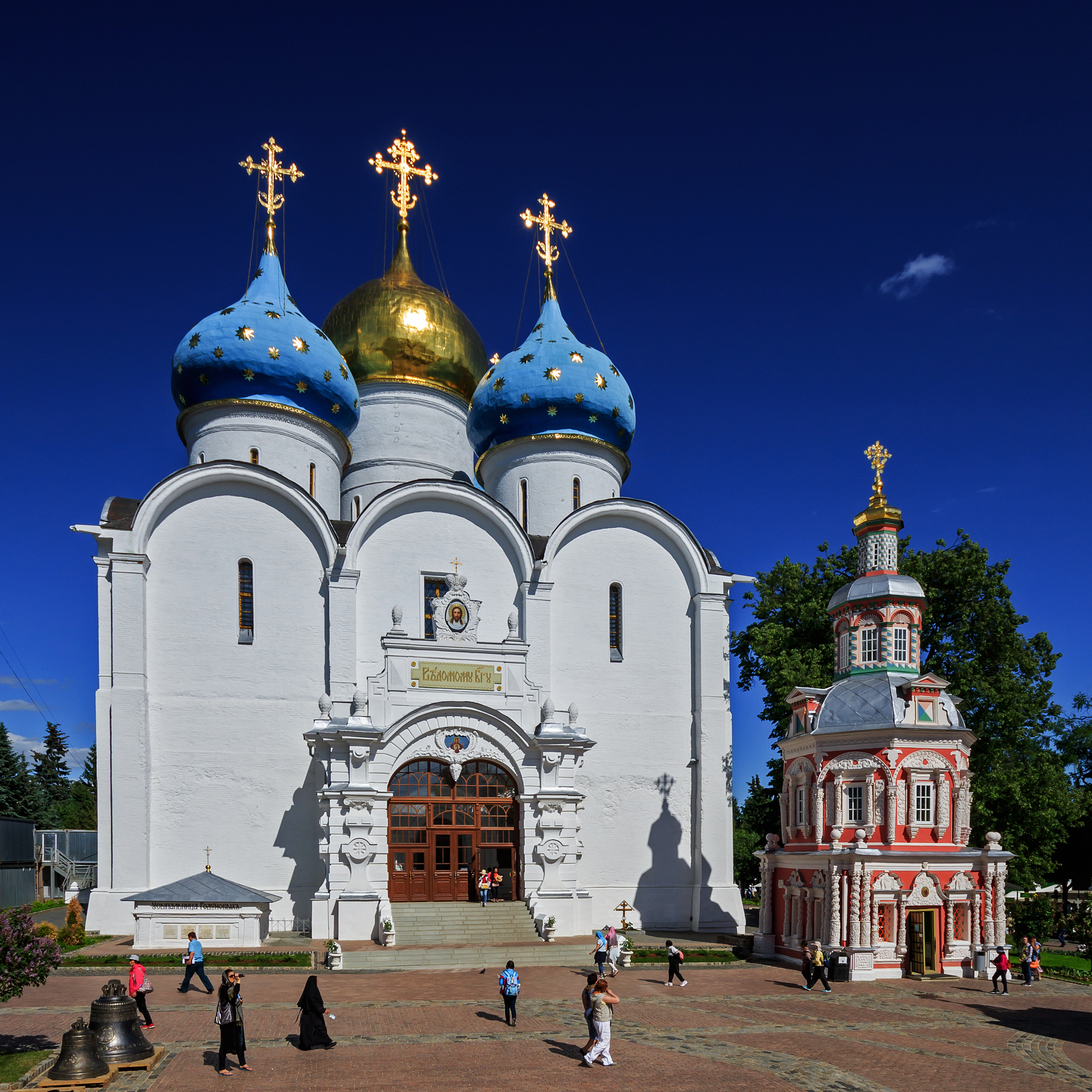
Успенський собор Трійце-Сергієвої лаври

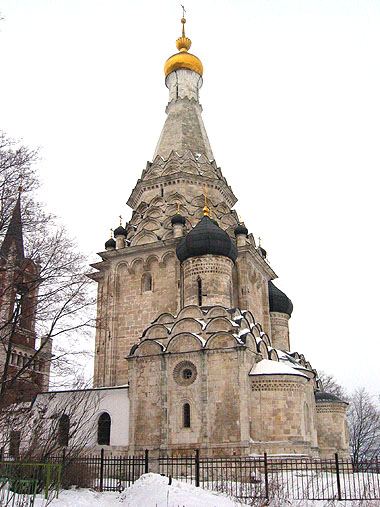
Церква у Московській області

Московська область посідає перше місце серед регіонів Росії за кількістю рекреаційних споруджень. Розташовані вони в основному в західній, північно-західній і північній частинах області, а також поблизу Москви. Є лікувальні рекреаційні ресурси. Велике значення для рекреації мають ліси, що займають понад 40 % території регіону. Широко поширена рекреація в садівничих товариствах. За числом садових ділянок область посідає перше місце в Росії; усього їх на території регіону понад 1 млн. Особливо велика чисельність садівничих товариств у північно-східних, південно-західних і західних районах Московської області.
Численні культурні рекреаційні спорудження — це й садибні комплекси (Абрамцево, Архангельське, Мураново, Остаф'єво й ін.), і прадавні міста (Верея, Волоколамськ, Дмитров, Зарайськ, Звенигород, Істра, Коломна, Сергієв Посад і ін.), і монастирі (Троїце-Сергієва лавра, Йосифо-Волоколамський монастир, Покровський монастир, Савво-Сторожевський монастир і ін.), і будинки-музеї (А. П. Чехова в Меліхові; П. І. Чайковського в Клині й ін.), і краєзнавчі музеї (у багатьох містах області). Кілька театрів (у Ногінську, Коломні й інших містах).

## Екологія
Екологічна ситуація в Московській області важка; забруднені як райони, що прилягають до Москви, так і промислові райони сходу й південного сходу області. Найбільшу екологічну небезпеку становлять стічні води промислових і тваринницьких підприємств; викиди підприємств енергетики (Каширської і Шатурської ГРЕС і ін.); бази поховання побутових і промислових відходів (у найближчі до столиці районах) — наприклад, найбільший у Європі Тимоховський смітник; давні військові й особливо аеродромні паливосховища; сховище ядерних відходів (у Сергієво-Посадському районі).

## Адміністративно-територіальний поділ
Станом на 2023 рік Московська область поділяється на 57 міських округів:
| № п/п | Міський округ                     | Площа, км² | Населення, осіб (2002) | Населення, осіб (2010) | Населення, осіб (2019) | Адміністративний центр | Населені пункти |
| ----- | --------------------------------- | ---------- | ---------------------- | ---------------------- | ---------------------- | ---------------------- | --------------- |
| 1     | Балашихинський міський округ      | 244,18     | 298610                 | 356638                 | 501610                 | Балашиха               | 13              |
| 2     | Богородський міський округ        | 811,28     | 203942                 | 195128                 | 208413                 | Ногінськ               | 82              |
| 3     | Бронницький міський округ         | 22,16      | 18232                  | 21102                  | 22643                  | Бронниці               | -               |
| 4     | Власіхинський міський округ       | 4,39       | -                      | 26359                  | 26417                  | Власіха                | -               |
| 5     | Волоколамський міський округ      | 1683,51    | 49032                  | 53244                  | 40295                  | Волоколамськ           | -               |
| 6     | Воскресенський міський округ      | 812,48     | 152761                 | 153600                 | 154630                 | Воскресенськ           | -               |
| 7     | Восходський міський округ         | 16,15      | 1785                   | 2007                   | 1835                   | Восход                 | -               |
| 8     | Дзержинський міський округ        | 15,66      | 41488                  | 47163                  | 56257                  | Дзержинський           | 1               |
| 9     | Дмитровський міський округ        | 2182,04    | 149793                 | 151448                 | 166591                 | Дмитров                | -               |
| 10    | Долгопрудний міський округ        | 30,52      | 75256                  | 90956                  | 112007                 | Долгопрудний           | -               |
| 11    | Домодідовський міський округ      | 818,74     | 124572                 | 135405                 | 179228                 | Домодідово             | -               |
| 12    | Дубненський міський округ         | 63,36      | 60951                  | 70663                  | 75001                  | Дубна                  | -               |
| 13    | Електростальський міський округ   | 135,36     | 151346                 | 162877                 | 165364                 | Електросталь           | 11              |
| 14    | Єгор'євський міський округ        | 1717,06    | 98063                  | 102958                 | 104573                 | Єгор'євськ             | -               |
| 15    | Жуковський міський округ          | 47,24      | 101328                 | 104736                 | 107922                 | Жуковський             | 1               |
| 16    | Зарайський міський округ          | 967,68     | 41974                  | 41912                  | 38922                  | Зарайськ               | -               |
| 17    | Звьоздно-Городський міський округ | 3,10       | -                      | 6332                   | 5376                   | Звьоздний Городок      | -               |
| 18    | Істринський міський округ         | 1268,97    | 115753                 | 119641                 | 120776                 | Істра                  | -               |
| 19    | Каширський міський округ          | 646,09     | 70774                  | 70269                  | 64417                  | Кашира                 | -               |
| 20    | Клинський міський округ           | 2019,62    | 127938                 | 127779                 | 127693                 | Клин                   | -               |
| 21    | Коломенський міський округ        | 1728,46    | 190909                 | 189445                 | 184706                 | Коломна                | -               |
| 22    | Корольовський міський округ       | 55,47      | 170558                 | 183402                 | 224533                 | Корольов               | -               |
| 23    | Котельниківський міський округ    | 14,24      | 17747                  | 32338                  | 46763                  | Котельники             | 1               |
| 24    | Красногорський міський округ      | 2090,01    | 149679                 | 179872                 | 263143                 | Красногорськ           | -               |
| 25    | Краснознаменський міський округ   | 3440,49    | 28044                  | 36103                  | 42472                  | Краснознаменськ        | -               |
| 26    | Ленінський міський округ          | 202,83     | 83719                  | 94242                  | 149256                 | Видне                  | 56              |
| 27    | Литкарінський міський округ       | 17,29      | 50798                  | 55237                  | 58606                  | Литкаріно              | -               |
| 28    | Лобненський міський округ         | 30,19      | 64679                  | 74252                  | 89339                  | Лобня                  | -               |
| 29    | Лосино-Петровський міський округ  | 91,27      | 38038                  | 40060                  | 47827                  | Лосино-Петровський     | 18              |
| 30    | Лотошинський міський округ        | 979,57     | 18337                  | 17859                  | 16126                  | Лотошино               | -               |
| 31    | Луховицький міський округ         | 1282,53    | 63235                  | 58802                  | 58444                  | Луховиці               | -               |
| 32    | Люберецький міський округ         | 122,05     | 237973                 | 265115                 | 318372                 | Люберці                | 22              |
| 33    | Можайський міський округ          | 2626,88    | 70303                  | 72745                  | 70548                  | Можайськ               | -               |
| 34    | Митищинський міський округ        | 430,60     | 186066                 | 203393                 | 248008                 | Митищі                 | 92              |
| 35    | Молодіжний міський округ          | 5,92       | 2599                   | 2920                   | 2828                   | Молодіжний             | -               |
| 36    | Наро-Фоминський міський округ     | 1547,76    | 191596                 | 189763                 | 162632                 | Наро-Фоминськ          | -               |
| 37    | Одинцовський міський округ        | 1255,05    | 286033                 | 316696                 | 313210                 | Одинцово               | -               |
| 38    | Оріхово-Зуєвський міський округ   | 1857,66    | 119803                 | 121916                 | 132718                 | Оріхово-Зуєво          | -               |
| 39    | Павлово-Посадський міський округ  | 606,14     | 102311                 | 106000                 | 105891                 | Павловський Посад      | -               |
| 40    | Подольський міський округ         | 339,12     | 271712                 | 280782                 | 328701                 | Подольськ              | 76              |
| 41    | Пушкінський міський округ         | 742,49     | 163439                 | 177510                 | 177822                 | Пушкіно                | -               |
| 42    | Раменський міський округ          | 1397,45    | 217939                 | 256375                 | 305988                 | Раменське              | -               |
| 43    | Реутовський міський округ         | 9,09       | 76805                  | 87314                  | 106962                 | Реутов                 | 1               |
| 44    | Рузький міський округ             | 1567,56    | 63685                  | 61673                  | 61622                  | Руза                   | -               |
| 45    | Сергієво-Посадський міський округ | 2026,97    | 230481                 | 225693                 | 214155                 | Сергієв Посад          | -               |
| 46    | Серебряно-Прудський міський округ | 877,38     | 24689                  | 25843                  | 24105                  | Серебряні Пруди        | -               |
| 47    | Серпуховський міський округ       | 1101,25    | 221801                 | 219853                 | 217052                 | Серпухов               | -               |
| 48    | Солнечногорський міський округ    | 937,08     | 124369                 | 128580                 | 146375                 | Солнечногорськ         | -               |
| 49    | Ступинський міський округ         | 1707,81    | 116007                 | 119282                 | 120936                 | Ступино                | -               |
| 50    | Талдомський міський округ         | 1427,02    | 46302                  | 48553                  | 46576                  | Талдом                 | -               |
| 51    | Фрязінський міський округ         | 9,18       | 52479                  | 55381                  | 59991                  | Фрязіно                | 2               |
| 52    | Хімкинський міський округ         | 257,77     | 177445                 | 207425                 | 254748                 | Хімки                  | -               |
| 53    | Чорноголовський міський округ     | 61,68      | 20788                  | 22450                  | 22945                  | Чорноголовка           | 10              |
| 54    | Чеховський міський округ          | 865,38     | 109668                 | 115301                 | 131647                 | Чехов                  | -               |
| 55    | Шатурський міський округ          | 2675,14    | 70967                  | 72087                  | 69129                  | Шатура                 | -               |
| 56    | Шаховський міський округ          | 1218,88    | 23061                  | 25372                  | 25667                  | Шаховська              | -               |
| 57    | Щолковський міський округ         | 621,49     | 173288                 | 176090                 | 188281                 | Щолково                | 80              |

### Культура
- (рос.) Альтшуллер Б. Л. и др. Памятники архитектуры Московской области. Каталог в двух томах. — М. : Искусство, 1975. — 384 + 376 с.
- (рос.) Вагнер Б. Б. Золотое кольцо Подмосковья. — М. : Вече, 2007. — 240 с.
- (рос.) Егорова Л. А. Подмосковье. Маршруты выходного дня: путеводитель. — М. : ОЛМА-ПРЕСС Экслибрис, 2006. — 238 с.
- (рос.) Иванов Ю. Г. Памятные места Подмосковья. — Смоленск : Русич, 2005. — 416 с.
- (рос.) Памятники архитектуры Московской области: Иллюстрированный научный каталог. [в 3-з тт.] / Под общ. ред. Е. Н. Подъяпольской. — М. : Стройиздат, 1998–2001.
- (рос.) Подмосковные усадьбы. Карта. Масштаб 1:350 000. — М. : ЦЭВКФ им. В. В. Дунаева, 2006.
- (рос.) Чижков А. Б. Подмосковные усадьбы. Аннотированный каталог с картой расположения усадеб. — М., 2006. — 280 с.
- (рос.) Щукина Е. П. Подмосковные усадебные парки конца XVIII века. — М. : Институт Наследия, 2007.